# Dovber di Mezeritch
Rabbi Dov Ber di Mezeritch, conosciuto come il Grande Magghid (ebraico: דוב בער ממזריטש; 1704/1710(?) – 4 dicembre 1772), è stato un discepolo del Rabbino Yisrael Baal Shem Tov, fondatore del Chassidismo, e generalmente reputato suo successore. Rabbi.
Dov Ber viene riconosciuto come il primo proponente ed esponente del Chassidismo e uno dei suoi più importanti propagatori.
I suoi insegnamenti appaiono su Magghid Devarav L'Yaakov, Or Torah, Likutim Yekarim, Or Ha'emet, Kitvei Kodesh, Shemuah Tovah, e in altre opere scritte dai suoi discepoli.

## Nome
Le più comuni translitterazioni sono DovBer o Dov Ber; raramente usate sono le forme Dob Baer o Dobh Baer che spesso dipendono dalla regione dell'Europa orientale dove risiedevano gli ebrei e quindi la rispettiva influenza dei dialetti locali yiddish. "Dov" letteralmente significa "orso" in ebraico e "Ber" significa lo stesso (cioè "orso") in yiddish, un nome a doppietta usato dagli ebrei quando assegnavano un nome di animale ad un bambino, ove entrambe le versioni linguistiche venivano combinate in un unico nome.
Conosciuto come il Magghid — "Predicatore" o letteralmente "Oratore", uno che predica e ammonisce di seguire le vie del Signore — di Mezeritch (Ucraina), e verso la fine della sua vita, il Magghid della città di Rovne dove fu sepolto.

## Primi anni
Rabbi Dov Ber  è nato in Volinia nel 1710, secondo quanto riportato nella Jewish Encyclopedia, anche se il suo esatto anno di nascita non è noto ed alcune fonti lo collocano intorno al 1700. Ben poco si sa di lui fino a quando divenne discepolo di Baal Shem Tov.
Una leggenda chassidica narra che, quando egli aveva 5 anni, la sua casa paterna venne distrutta da un incendio. Nel sentire la madre piangere, le chiese: "Madre, perché rattristarci tanto per aver perso la casa?" 
Lei rispose che era triste non per la perdita della casa ma per la distruzione dell'albero genealogico di famiglia che veniva fatto risalire al Re David per tramite di Rabbi Yohanan, il calzolaio e insegnante del Talmud. Il ragazzo rispose: "Ma che ce ne importa! Io sarò il capostipite di un nuovo albero genealogico."
Da giovane egli visse in grande povertà insieme a sua moglie. Una leggenda racconta che quando nacque il loro figlio non avevano i soldi per pagare la levatrice. Sua moglie si lamentò di questo e il Maggid (il predicatore) uscì di casa per “imprecare” contro Israele. Una volta in strada, egli disse: "O figli di Israele, possano scendere su di voi abbondanti benedizioni!" Una volta rientrato in casa sentì sua moglie che ancora si lamentava, allora di nuovo uscì in strada e gridò: "Che ogni felicità giunga ai figli di Israele — ma dovranno dare il loro denaro a roveti e petraie!" Il figlioletto era troppo debole per gridare, allora il Maggid sospirò invece di "imprecare". Immediatamente giunse la risposta attesa ed una voce disse: "Tu hai perso la partecipazione nel mondo a venire." Il Maggid rispose: "Bene, dunque, il premio è stato abolito. Finalmente posso cominciare a servire sul serio."

## Visita alBaal Shem Tov
In seguito, Dov Ber divenne un ammiratore sia dell'insegnamento del Rabbino Qabbalista Isaac Luria, che stava acquistando notorietà a quel tempo, sia del Rabbino Mosè Luzzatto, i cui manoscritti erano ben noti ai mistici polacchi dell'epoca. Dov Ber aderì all'insegnamento lurianico, vivendo la vita da asceta, digiunando molto, pregando intensamente e vivendo in povertà. Si dice che sia diventato zoppo a causa dell'esiguo nutrimento.
Si narra che a causa della sua salute cagionevole venne persuaso a far visita al Baal Shem Tov per ottenere una guarigione.
Una volta giunto a casa del Baal Shem Tov, Dov Ber si aspettava di sentire dal maestro esposizioni di profondi misteri, ma invece gli vennero narrate storie di vita quotidiana. Continuando a sentire storie simili anche in una successiva visita, il Rabbino Dov Ber decise di tornarsene a casa. Proprio mentre stava per partire, venne di nuovo convocato presso la dimora del Baal Shem Tov.
Il Baal Shem Tov aprì un Eitz Chaim del Rabbino Hayim Vital (il principale discepolo del Rabbino Isaac Luria) e chiese al Rabbino Dov Ber di spiegare un certo passaggio. Dov Ber interpretò il passo al meglio delle sue capacità, ma il Baal Shem Tov disse che il Rabbino Dov Ber non aveva capito il vero significato di quel passo. Dov Ber riconsiderò il brano ancora una volta e ribadì la correttezza della propria interpretazione. Allora il Baal Shem Tov procedette a fornire la spiegazione. La leggenda narra che, mentre egli parlava, l'oscurità cedette alla chiarezza e gli angeli apparvero per ascoltare le parole del Baal Shem Tov. "Le tue spiegazioni," disse rivolgendosi al Rabbino Dov Ber, "erano corrette, ma le tue deduzioni erano pensieri senz'anima in loro." Questa esperienza convinse il Rabbino Dov Ber a rimanere presso il Baal Shem Tov.
Il Rabbino Dov Ber apprese dal  Baal Shem Tov come valutare le cose e gli eventi di tutti i giorni e come evidenziare il corretto metodo di studio della Torah. La filosofia mistica del Baal Shem Tov rifiutava sia l'antecedente enfasi della mortificazione corporale come esposta nella letteratura Musar, sia le tradizioni Qabbaliste, ritenendo maggiore il vantaggio spirituale che deriva dalla trasformazione, invece che dal rigetto, di ciò che è materiale in un veicolo di santità. Ciò potrebbe essere realizzato con la percezione della immanenza divina presente in tutte le cose, a partire dalla comprensione degli interiori insegnamenti mistici della Torah come formulati nel pensiero chassidico. Sotto la guida del Baal Shem Tov, Dov Ber abbandonò il suo stile di vita ascetica e recuperò lo stato di salute, anche se rimase zoppo dal piede sinistro.  Il Baal Shem Tov disse che "prima che Dovber venisse a me, era già un Menorah d'oro puro (candelabro). Tutto quello che dovevo fare era di accenderlo." Per quanto riguarda la sua santità, il Baal Shem Tov presumibilmente disse anche che se Dovber non fosse stato zoppo e fosse stato in grado di praticare il ‘'mikvah (immersione rituale), allora egli avrebbe potuto annunciare il ‘'Mashiach (Messia).

## Guida del Chassidismo
Subito dopo la morte del Baal Shem Tov, nel 1760, gli successe come Rabbino il figlio Zvi. Dopo solo un anno egli abbandonò questo incarico. Tra i discepoli del Baal Shem Tov due se ne contendevano la successione, Dovber e Yacov Yoseph di Polonne. Yacov Yoseph, in seguito, fu il primo autore di un libro chassidico ad essere pubblicato nel 1780, "Toldos Yaacov Yosef", una delle stesure più fedeli degli insegnamenti del Baal Shem Tov. Con il consenso della collettività il Maggid Dov Ber assunse la guida del Chassidismo. In effetti egli divenne l'architetto del movimento chassidico promuovendone con successo la sua diffusione.
A differenza del Baal Shem Tov, l'uomo del popolo, di cui si narra essere solito andare in giro con una pipa in bocca e fermarsi a chiacchierare con quelli che incontrava, il Maggid era costretto fra le mura domestiche a causa delle sue precarie condizioni fisiche. Salomon Maimon,  filosofo ebraico e sostenitore dell'Haskalah (il cosiddetto illuminismo ebraico), afferma nelle sue memorie che il Maggid Dovber passava l'intera settimana nella sua stanza permettendo la visita di solo un paio di confidenti. Egli appariva in pubblico, vestito di raso bianco, solo durante lo Shabbat. In tali occasioni egli recitava le preghiere in pubblico e accoglieva chiunque volesse cenare con lui. Si dice che, alla fine della cena, intonasse un canto e, ponendo le mani sulla sua fronte, chiedesse ai presenti di citare dei versetti della Bibbia che poi servivano come tema del successivo sermone. Solomon Maimon ha scritto:”Egli, come predicatore, aveva l'abilità di unire in un tutto armonico questi versetti disarticolati.”
Dov Ber riunì un notevole gruppo di discepoli studiosi e dalla vita irreprensibile, tra i quali molti erano stati suoi compagni di studio presso il Baal Shem Tov. Il Baal ShemTov aveva viaggiato in varie zone abitate da ebrei entrando in contatto con la gente comune, la cui sincerità a lui era cara. Egli cercò di ridar vita allo spirito affranto degli ebrei dal cuore semplice. Allo stesso tempo cercò anche i più importanti studiosi del Talmud e della Cabala per conquistarli nel chassidismo, insegnando loro il significato più profondo dei suoi insegnamenti. Molti racconti chassidici riportano le storie dei viaggi del Baal Shem Tov, accompagnato dai suoi discepoli più fedeli e trasportato su un carro guidato da un carrettiere non ebreo. Dovber, invece, riunì il suo seguito a Mezhirichi, dove la sua zoppia lo costringeva e si dedicò principalmente alla strutturazione del sistema mistico-filosofico rifacentesi agli insegnamenti del Baal Shem Tov rivolti alla sua ristretta cerchia di discepoli che avrebbero diffuso in futuro il suo movimento. La gente del popolo riusciva anche a presenziare durante lo Sabbath alle cerimonie pubbliche di Dovber e a riceverne incoraggiamento e conforto spirituale. La residenza del Maggid, collocandosi a nord della dimora del Baal Shem Tov in Medzhybizh, divenne il centro spirituale e la meta dei pellegrinaggi per la seconda generazione del movimento Chassidico. Questo spostamento fu utile alla crescita del movimento per la vicinanza ai nuovi territori della Galizia (Europa centrale), Polonia e Rutenia Bianca. Al contempo la sede del Dovber era vicina al centro Rabbinico della Lituania, che si opponena a questo nuovo movimento percepito come una minaccia spirituale. I discepoli di Dovber così si espressero:

Con il trasloco del Rabbino Dovber la Shekhinah (Divina Presenza) "ha raccolto tutte le sue cose e si è trasferita da Medzhybizh a Mezeritch, noi non possiamo fare altro che seguirla"

Il gruppo scelto di pii discepoli, la "Chevraya Kaddisha", comprendeva il Rabbino Aharon di Karlin, il rabbino Menachem Mendel di Vitebsk, i fratelli Rabbino Elimelech di Lizhensk e Rabbino Zusha di Hanipol, i fratelli Rabbino Shmelka (successivamente Primo Rabbino di Nikolsburg) e il rabbino Pinchas Horowitz (poi Primo Rabbino di Francoforte sul Meno, autore di un profondo commentario del Talmud) ed il rabbino Shneur Zalman di Liadi (autore del Tanya e, su richiesta del suo maestro, autore di una versione aggiornata del Shulchan Aruch HaRav, il Codice di Diritto ebraico per il nuovo movimento). Questi discepoli, autorità nello studio del Talmud come pure della Cabala e della Filosofia chassidica, ebbero un grande successo nel dar vita ad un grande movimento di pensiero.

## Opposizione dei Rabbini
Il Chassidismo si diffuse rapidamente per la vigorosa personalità di Dov Ber guadagnando punti d'appoggio in Volinia, Lituania e Piccola Russia. Lo scioglimento del sinodo delle “Quattro Terre” nel 1764 favorì ancor di più la diffusione del pensiero chassidico. I rabbini locali erano infastiditi dalla crescita del movimento ma non poterono far nulla. Il Gaon di Vilnius era l'unico rabbino che godeva di una certa reputazione oltre i confini della Lituania. A seguito della comparsa del Chassidismo in Vilnius, il Gaon pronunciò la prima importante scomunica contro il Chassidismo, l'11 aprile 1772. Il Gaon riteneva che tale movimento fosse in opposizione all'insegnamento talmudico e sospettava che il chassidismo fosse un residuo del sabbatianesimo.
Gli allievi del Maggid, Rabbino Menachem Mendel di Vitebsk e Rabbino Shneur Zalman di Liadi, tentarono di incontrare il Gaon per giungere ad una riconciliazione ma il Gaon di Vilnius rifiutò di incontrarli. Secondo una leggenda di Chabad Lubavitch il rifiuto del Gaon nasceva dal fatto che, se egli avesse incontrato i due rabbini, sarebbe giunto il Mashiach (Messia).
Il divieto emesso a Vilnius attirò nel mondo ebraico l'attenzione verso il Chassidismo. Il rabbino Dov Ber ignorò la scomunica ma ad essa, in parte, si deve l'aver finito i suoi giorni a Mezeritch nel 19º giorno del mese di Kislev (15 dicembre 1772).

## La nomina dei suoi discepoli per diffondere il movimento chassidico
Rabbi Dovber, conoscendo profondamente i diversi caratteri dei suoi dotti e pii seguaci, scelse in modo appropriato i loro futuri diversi ruoli. A ciascuno dei principali discepoli Dovber assegnò un territorio di influenza in tutta l'Europa orientale, dove si diressero dopo il trapasso del Maggid nel 1772. Prima sotto la guida del Baal Shem Tov e poi del Maggid il chassidismo si diffuse in Podolia e Volinia (l'attuale Ucraina). Dopo il 1772, sotto la guida della terza generazione, il movimento chassidico si diffuse rapidamente in lungo e in largo dalla Galizia e dalla Polonia fino alla Russia Bianca (attuale Bielorussia) nel nord. I discepoli del Maggid utilizzarono diverse interpretazioni e qualità degli insegnamenti del loro maestro. Questo atteggiamento, combinato con l'ampia area di predicazione, fece sì che, dopo il Maggid, il movimento chassidico non potesse contare più su una guida unica quale referente.

### Il Chassidismo fedele all'insegnamento del Maggid
Elimelech di Lizhensk, discepolo del Maggid,  iniziò a predicare il chassidismo in Polonia. Il suo classico lavoro Noam Elimelech si concentra sulla caratteristica dottrina chassidica dello Zaddiq (santa guida e intercessore mistico per tutta la comunità).  Schneur Zalman di Liadi descrisse Noam Elimelech come il "libro dei giusti". Nella storia chassidica Noam Elimelech divenne la dottrina spirituale del Chassidismo tradizionale dando vita alle tante guide e dinastie della corrente principale del Chassidismo e ispirò l'attaccamento emotivo ed il legame spirituale della gente comune verso il loro Rebbe. Attraverso l'attaccamento che mostravano alla santa persona che conosceva i segreti mistici e intercedeva presso il Cielo, i seguaci potevano collegare il Maestro alla Divinità. Nei casi in cui il ruolo tradizionale dello Zaddiq veniva enfatizzato, ad esso si accompagnava la credenza nel beneficio dei miracoli che favorivano unitamente doni all'anima ed al corpo ed accresceva il fervore spirituale. I seguaci si sarebbero recati in pellegrinaggio presso i loro Maestri per accrescere il loro entusiasmo, ricevere insegnamenti o per ottenere udienze private.